# دستاغل سر
دستاغل سر (اردو: دستاغل سر) بلندترین قله کوه‌های هیسپار موزتاغ است که از زیررشته‌های رشته‌کوه قره‌قروم در گلگت-بلتستان پاکستان به‌شمار می‌رود. این منطقه بخشی از کشمیر و مورد مناقشه میان پاکستان و هند است. دستاغل سر نوزدهمین کوه بلند دنیا و هفتمین کوه بلند در پاکستان است. دستاغل سر در زبان وخی به معنای «بالای مرتع داخلی» است. طول رشته بالای ۷۴۰۰ متری در این کوه حدود ۳ کیلومتر بوده و سه قله مشخص (شمال) غربی با ارتفاع ۷۸۸۵ متر، مرکزی با ارتفاع ۷۷۶۰ متر و (جنوب) شرقی با ارتفاع ۷۶۹۶ یا ۷۵۳۵ متر دارد.